# Katedra Niepokalanego Poczęcia NMP w Castries
Katedra Niepokalanego Poczęcia NMP w Castries – katedra Kościoła rzymskokatolickiego w Castries, na Saint Lucia, siedziba arcybiskupa metropolity archidiecezji Castries.

## Położenie
Katedra położona jest w centrum Castries, stolicy Saint Lucia, przy placu Dereka Walcotta.

## Historia
Na terenie obecnej katedr wzniesiono w 1835 r. kościół parafialny, który został rozebrany w latach 90. XIX w. W jego miejscu rozpoczęto wznoszenie nowej świątyni, której budowa miała miejsce w latach 1894-1899. Jej architektem był o. Louis Tapon. Kościół poświęcono 11 maja 1899 r. i nadano mu wezwanie Maryi, Matki Jezusa. Autorem malowideł w jego wnętrzu był Dunstan St. Omer.
Po utworzeniu w Castries diecezji w 1956 r., kościół podniesiono do rangi katedry. Wcześniej w 1931 r. uzyskał status bazyliki mniejszej.